# Meister des Rohrdorfer Altars

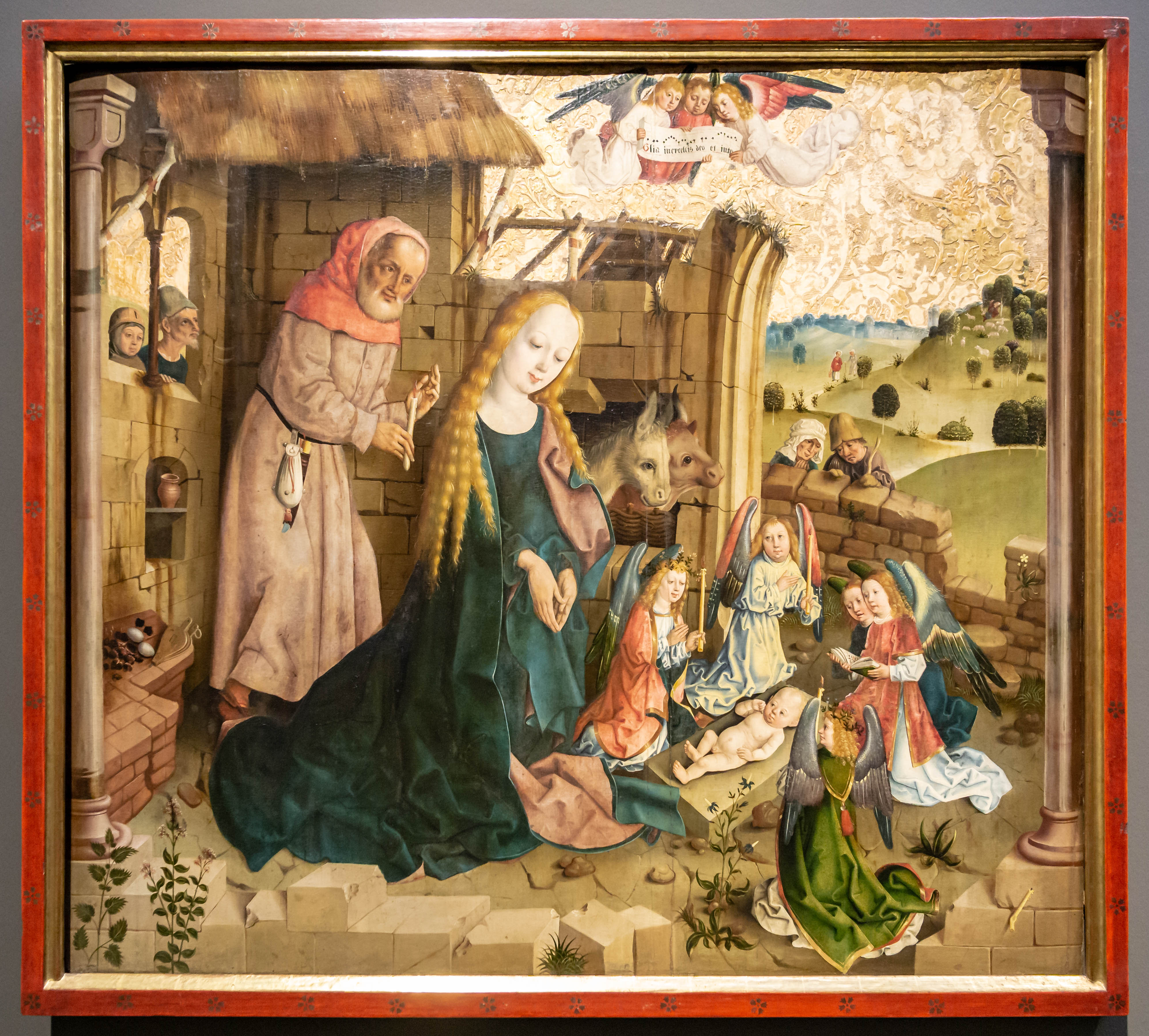
Rohrdorfer Altar: Die Geburt Christi (Tafel der linken Flügelinnenseite)

Als Meister des Rohrdorfer Altars wird der mittelalterliche schwäbische Maler bezeichnet, der um 1480 einen Hochaltar für die Johanniterkirche in Rohrdorf bei Nagold im heutigen Landkreis Calw malte. Das Werk des namentlich nicht bekannten Künstlers wurde im 19. Jahrhundert verkauft und befindet sich heute in der Staatsgalerie Stuttgart.

## Geschichte des Altars
Der Meister des Rohrdorfer Altars hat den Altar für den Johanniterorden geschaffen. Dieser war schon länger in Rohrdorf ansässig und hatte dann seit ungefähr 1430 dort einen neuerbauten Sitz, eine sogenannte Komturei. Einer seiner Ritter residierte zugleich als geistlicher und weltlicher Herrscher der Gemeinde in diesem Gebäudekomplex, zu dem auch eine um 1430 gebaute gotische Kirche gehörte. Der Rohrdorfer Altar wurde um 1480 für diese dem Heiligen Johannes dem Täufer geweihte Kirche als Hochaltar in Auftrag gegeben. Auf einem der Altarflügel ist außen die biblische Geschichte des Gastmahls des Herodes dargestellt, eine Erzählung zum Leben und Sterben des Schutzheiligen des Johanniterordens. Der Orden konnte im 15. Jahrhundert in der Komturei jährlich einen beträchtlichen Überschuss erwirtschaften, und der Auftrag an dem Meister zur Schaffung des Rohrdorfer Altar kann als ein Anzeichen einer regen Messverpflichtung in der Kirche gesehen werden, die damals weitere vier Seitenaltäre für die zahlreichen Priester vor Ort enthielt und somit Bedarf an religiösen Bildwerken hatte. Die Komturei in Rohrdorf ging 1803 an das Haus Württemberg, und der Altar gelangte schließlich nach Verkauf an seinen heutigen Aufbewahrungsort.

## Malstil

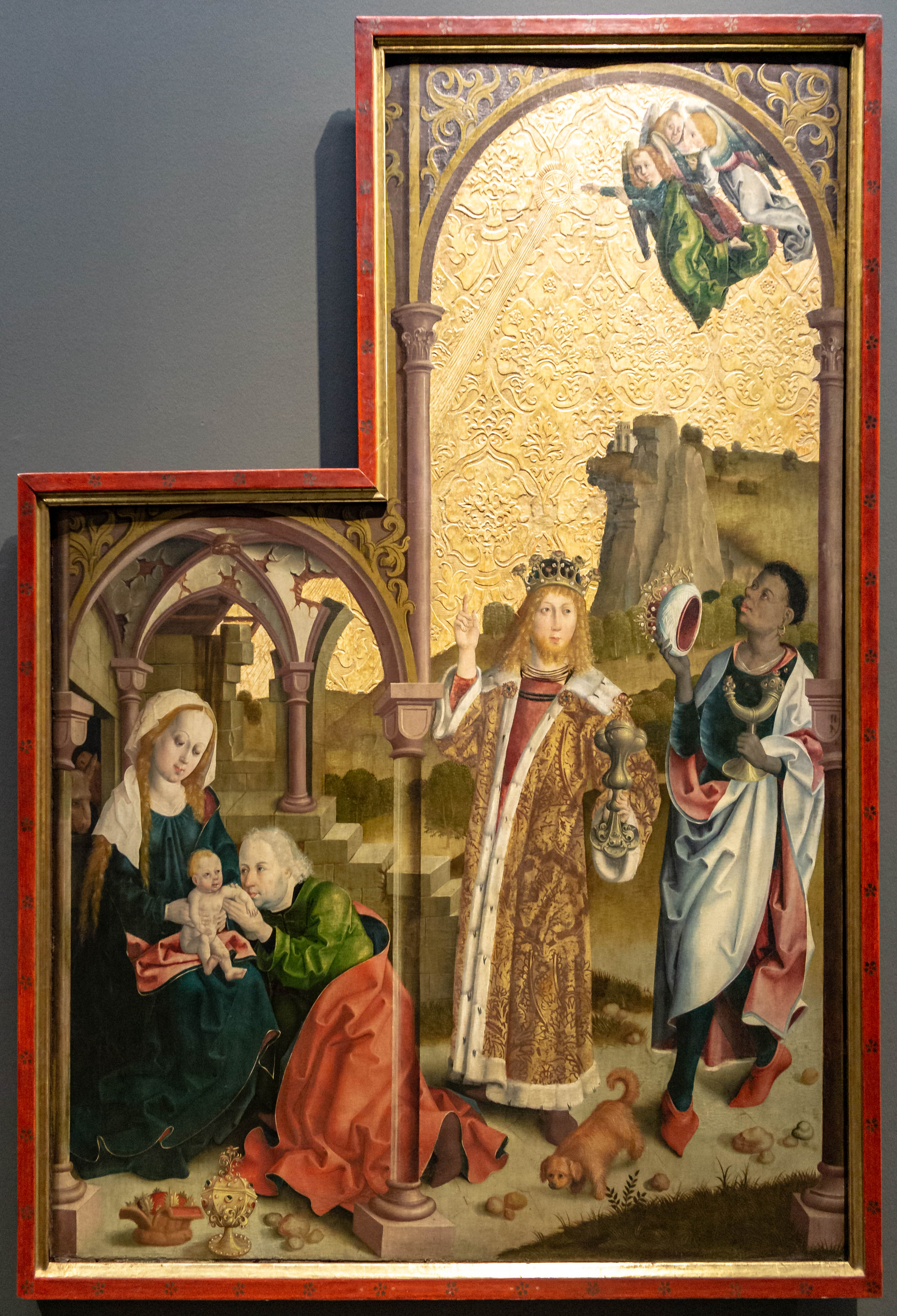
Die Anbetung der Heiligen Drei Könige (Tafel der rechten Flügelinnenseite)

Der Meister des Rohrdorfer Altars folgt noch weitgehend der Tradition hochgotischer Malerei. Sein Werk zeigt aber auch bereits ein frühes Beispiel eines neuen Realismus, eines neuen Malstils mit räumlicher Tiefenwirkung, Beachtung von Lichteffekten und mit realistischer Anatomie der dargestellten Personen. Dies zeigt den Beginn eines Stileinflusses, der aus anderen Regionen Süddeutschlands und vor allem aus den Niederlanden nun auch zur Malerei nach Schwaben kommt.
Der Meister des Rohrdorfer Altars hatte eventuell in Rottenburg am Neckar seine Werkstatt. Er scheint Vorlagen von dem frühen deutscher Kupferstecher Meister E.S. und dem süddeutschen Kupferstecher und Maler Martin Schongauer zu verwenden. Auch ist der Einfluss von Werken des Meisters des Ehninger Altars erkennbar, einem ebenfalls gegen Ende des 15. Jahrhunderts vermutlich in Rottenburg tätigen gotischen Maler. Von diesem hat der Meister des Rohrdorfer Altars wohl auch seine neue aus den Niederlanden kommende Formensprache übernommen. Der Meister des Rohrdorfer Altars verschmilzt traditionelle und neue Einflüsse und malt mit einer Liebe zum Detail, jedoch ist seine Darstellung von Architektur und räumlicher Perspektive nicht wie bei seinen niederländischen Zeitgenossen immer korrekt, was seine Stellung am Übergang von formelhafter und oft nur andeutender gotischer Malerei zu dem neuen aus den Niederlanden kommenden Realismus unterstreicht.

## Identifizierung als Martin Schwarz
Eventuell handelt es sich bei dem Meister des Rohrdorfer Altars um den Maler Frater Martin Schwarz, dieser ist ab 1485 und bis zu seinem Tod 1611 in Rothenburg ob der Tauber nachweisbar. Er wurde dort ein Mitglied des Franziskanerordens, und andere ihm zugeschriebene Werke zeigen sehr deutlich die Verwendung von Vorlagen von Martin Schongauer. Auch in den Bildern des Meisters des Rohrdorfer Altars glaubt man Vorlagen von Schongauer zu erkennen und sieht dessen Identifizierung mit Schwarz auch dadurch bestätigt. Eine deutliche Verbindung von Martin Schwarz aus Mittelfranken zum schwäbischen Meister des Rohrdorfer Altars bleibt allerdings wie auch manchmal die Malertätigkeit von Frater Schwarz insgesamt umstritten.

## Motive des Rohrdorfer Altars
Die in Öl auf Fichtenholz gemalten Bilder des Rohrdorfer Altars zeigen auf seiner Innenseite neutestamentliche Szenen aus dem Leben Jesu und seiner Mutter Maria, wie beispielsweise die Verkündigung an Maria, Christi Geburt und die Anbetung der Könige. Weiter ist der Tod Mariens dargestellt. Außen ist unter anderem das Gastmahl des Herodes zu sehen.